# Centris pseudoephippia
Centris pseudoephippia är en biart som beskrevs av Heinrich Friese 1900. Centris pseudoephippia ingår i släktet Centris och familjen långtungebin. Inga underarter finns listade.